# 리스크 프리미엄

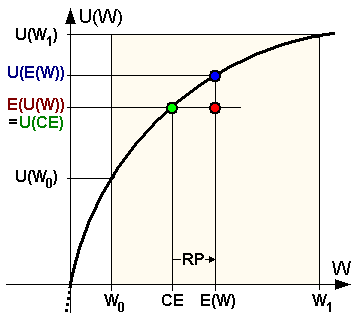
효용곡선과 위험 프리미엄

리스크 프리미엄(risk premium) 또는 위험 프리미엄은 개인이 무위험 채권이 아닌 위험 자산을 보유하도록 유도하기 위해 위험 자산의 기대수익이 무위험 채권의 수익을 초과해야 하는, 최소한의 금액이다. 위험 회피에 유용하다. 그러므로 이는 리스크에 대한 최소한의 수용 의지라 볼 수 있다.
관련 개념인 확실성 등가(certainty equivalent)는 개인이 위험을 부담하지 않고 적은 수익이라도 실현 가능하다면 이와 맞바꿀 수 있는 보증된 금액이다.
시장 성과 면에서 리스크 프리미엄은 무위험 채권의 알려진 수익 대비 위험 자산에 대한 기대수익의 실질적인 초과분이다.

## 같이 보기
- 위험
- 이자
- 기대효용가설